# Игнатенко, Александр Николаевич
Алекса́ндр Никола́евич Игнате́нко (род. 30 октября 1959, Харьков, УССР, СССР) — бывший первый заместитель прокурора Московской области (2009—2011), почётный работник прокуратуры Российской Федерации, государственный советник юстиции 3 класса. Следственными органами обвинялся в получении взятки в крупном размере.

## Биография
Родился 30 октября 1959 года в Харькове.
С 1978 по 1980 год служил в рядах Советской Армии.
С 1982 по 1987 год учился в Харьковском юридическом институте имени Ф. Э. Дзержинского по окончании которого начал трудовую деятельность в органах прокуратуры в должности стажёра Щёлковской городской прокуратуры Московской области.
Позднее работал помощником, старшим помощником, заместителем, первым заместителем Щёлковского городского прокурора.
С ноября 2006 года возглавлял Красногорскую городскую прокуратуру.
6 февраля 2009 года приказом № 99-к Генерального прокурора Юрия Чайки назначен первым заместителем прокурора Московской области.
Председатель аттестационной комиссии прокуратуры Московской области.
Председатель кооператива «Силанс».

### Обвинение и арест
В феврале 2011 года при расследовании дела о нелегальном игорном бизнесе был арестован предприниматель Иван Назаров. Следователи выявили его тесные связи с Игнатнеко. В результате он был отстранён от должности, началась служебная проверка.
25 марта Следственный комитет возбудил против Игнатенко уголовное дело, обвинив его в злоупотреблении должностными полномочиями, получении взятки в крупном размере (ч. 1 статьи 285, п. «г» ч. 4 статьи 290 УК РФ). Однако в тот же день постановление о возбуждении дела было отменено прокуратурой. В последующие месяцы вновь возбуждались дела, которые потом отменялись прокуратурой.
По окончании служебной проверки 14 апреля 2011 года Игнатенко был уволен из органов прокуратуры с формулировкой «за нарушение присяги прокурора».
4 мая было вновь возбуждено дело о получении взятки и 5 мая он был объявлен в федеральный розыск. По версии следствия, за покровительство подпольным казино в Подмосковье Игнатенко получил 47 млн рублей (1,54 млн долларов).
В середине мая против Игнатенко было возбуждено дело о мошенничестве с земельными участками (статья 159 УК).
В июне 2011 года известный следователь Следственного комитета России Денис Никандров обратился суд с ходатайством об избрании Игнатенко меры пресечения в виде заключения под стражу, в 2016 году попавший в тюрьму Никандров утверждал, что недружественные действия прокуратуры, в том числе прокурора Гриня, являлись местью за «игорное дело», одним из главных фигурантов которого и был Игнатенко.
13 июля Басманный суд Москвы заочно арестовал бывшего прокурора. Это решение затем было подтверждено городским судом.
В ноябре Игнатенко был официально объявлен в международный розыск, хотя сообщения об этом были ещё в июле.
1 января 2012 года был задержан спецслужбами на горнолыжном курорте Закопане на территории Польши, куда он въехал по поддельному литовскому паспорту. Решением окружного суда города Новы-Сонч он был арестован. В феврале суд принял решение об экстрадиции Игнатенко, позже апелляционный суд подтвердил это решение. Окончательное решение о выдаче было принято в ноябре. 7 февраля 2013 года Игнатенко был экстрадирован в Россию. Условием выдачи был отказ российской стороной от обвинения в мошенничестве, что было выполнено.
По прибытии в Россию Александра Игнатенко арестовали до 1 июля.
Адвокаты Игнатенко утверждают, что в деле их подзащитного допускаются процессуальные нарушения.
1 июля 2013 года освобождён из-под стражи в связи с тем, что предельный срок его содержания под стражей истек, а Генпрокуратура своевременно не подписала обвинительное заключение. В рамках этого дела, совместно с главой Серпуховского района Шестуном, оперативной разработкой прокурора Игнатенко безуспешно занимались генералы ФСБ Феоктистов и Ткачев. Примечательно, что в результате дальнейшего знакомства Шестуна с этими коллегами, после недвусмысленных угроз, которые озвучил «верный подручный Феоктистова Иван Ткачев», в тюрьме оказался сам Шестун.

## Критика
В июне 2013 года Владимир Соловьев отмечал, вспоминая подробность про тюремные татуировки прокурора Игнатенко, что циничные попытки прокуратуры спасти высокопоставленных преступников от наказания «для репутации страны это дикий удар! Просто страшный удар»:

А сейчас если спросить, а кто-нибудь помнит вообще, что это было за дело подмосковных прокуроров? Ну, вспомнит, может быть, классическую подробность — прокурора, у которого была татуировка «Они устали ходить» на ногах. А так что там было? Игорные дома какие-то, игорные заведения… Кто-то какие-то банкеты оплачивал, правильно? Никто же ничего не вспомнит.— Владимир Соловьев, «Вести ФМ», 2013.
Также Игнатенко и его руководитель Мохов были известны по земельной афере с дачной землей. Об иных вопиющих фактах рассказывали сотрудники Мособлпрокуратуры журналистам:

Как относиться к руководителям, которые на зарплату в 80 000 рублей частенько вызывают к себе в кабинет замерщика, который шьет под них дорогие костюмы, — рассказывает один из сотрудников — источник в Мособлпрокуратуре, — при этом замерщик сначала делает примерку в кабинете Мохова, потом Игнатенко, а следом в кабинете Урумова. Они уже не могли в одном и том же костюме ходить на обед в «Галерею», «Ля Марс», Ritz Carlton. При этом Александр Игнатенко всегда требовал у замерщика, чтобы левый рукав рубашки был на несколько сантиметров короче правого.
— Зачем?
— Чтобы на правой руке была видна запонка из золотого самородка с бриллиантами стоимостью более 70 тысяч рублей, а из-под рукава на левой руке были заметны швейцарские часы стоимостью от 400 тысяч. Он их коллекционирует.
— Запонки?

— Да нет, часы. В его коллекции такие престижные марки, как «Ulysse Nardin», «Hublot», «Vacheron Constantin».— «Откуда у прокурора запонки с самородками?», «Комсомольская правда» от 21 февраля 2011.
В 2013 году, после экстрадиции из польской тюрьмы, в которой Игнатенко провел год, его привезли под охраной в кардиологическое отделение одной из столичных больниц для освидетельствования. «Если бы я не знала, что это бывший прокурор, то решила бы, что к нам привезли криминального авторитета — он общается достаточно грубо и на характерном жаргоне, — призналась „Известиям“ одна из сотрудниц клиники», вероятно, именно это имели ввиду адвокаты прокурора, когда сообщили, что результатом годичного пребывания их подзащитного в польской тюрьме стала «потеря навыков русской речи». Вместе с тем, ранее, в нормальной рабочей обстановке, Игнатенко, в большинстве случаев, вёл себя корректно, сдержанно, известный критик Игнатеко прокурор Буянский был вынужден признать, что бывший начальник был «Рубаха-человек, который везде готов помочь, всюду влезть. Весьма обаятельный».

## Награды
- Нагрудный знак «Почётный работник прокуратуры Российской Федерации».

## Семья
- Жена — Светлана Игнатенко[36], двое сыновей.